# Ábel Anita
Ábel Anita (Budapest, 1975. március 7. –) magyar színésznő, televíziós műsorvezető.

## Életpályája
A MÚOSZ Bálint György Újságíró Akadémiáján, az Egri Tanárképző Főiskolán és Gór Nagy Mária Színitanodájában is végzett. Már hároméves korában (1978) képernyőre került gyerekszínészként, 5 évesen (1980) pedig már főszerepet játszott. A magyar nagyközönség 12 éves korától 12 éven át (1987–1999) láthatta rendszeresen a képernyőn a Szomszédok című teleregényben Mágenheim Julcsiként. Ezt követően szinkronszínészként tevékenykedett, illetve az RTL Klub reggeli és déli beszélgetős műsorainak műsorvezetője volt. 2005 végén közös megegyezéssel megvált a csatornától, majd a közszolgálati tévében vezetett szórakoztató műsorokat, ahonnan már szintén eljött. 2014-től 2016-ig Hernádi Judit távozása miatt az immár az RTL II-n futó Heti Hetes állandó női szereplője volt. 2016-2018 között a Sztárban sztár+1 kicsi zsűritagja. 2017-ben a TV2 A nagy duett c. produkciójának szereplője Emilio partnereként. Emellett 2016-tól a Drágám, add az életed c. műsor női házigazdája a TV2-n. 2020-tól a Nicsak, ki vagyok? egyik nyomozója.

## Magánélete
Elkötelezett buddhista. Apja Ábel Péter (1929–1992) író, filmtörténész, anyja Balla Klára. Bátyja, Ábel Péter (1971) általános és elméleti nyelvészként végzett. 2005. október 15-én férjhez ment Fekete Krisztián üzletemberhez, akitől 2019-ben elvált. 2008. augusztus 24-én megszületett a lánya, Fekete Anna Luca. Jelenleg Roberto Favaro olasz gasztrotanácsadóval  alkot egy párt.

## Színpadi szerepek
A Színházi adattárban regisztrált bemutatóinak száma: 19.
| - Brandon Thomas: Charley nénje – Annie Spittigue - Móricz Zsigmond: A dinnyék - Lope de Vega: A furfangos menyasszony – Fenisa - Jókai Mór: A kőszívű ember fiai – Edit - Andrew Berman: Társasjáték New Yorkban – Barbara - Victorien Sardou: Szókimondó asszonyság – Vereske - Hámos György – Vajda Anikó: Mici néni két élete – Kati - Hunyady Sándor: Júliusi éjszaka – Komorna - Oleg Bogajev: Orosz népi posta – Narrátor/a sötétség ügynöke - Pam Gems: Szívecskéim – Fish - Georges Freydau: Fel is út, le is út – Vivien - Jean Pioret: Kellemes húsvéti ünnepeket! – Madame Walter - Moliere: Tartuffe – Dorine (Mariane komornája) | - Szigligeti Ede: Liliomfi – Mariska - Zágon István: Hyppolit, a lakáj – Terka - Fényes Szabolcs – Barabás Pál: Egy szoknya, egy nadrág – Kamilla - Patrick Hamilton: Gázláng – Szobalány - Jack Popplewell: A hölgy fecseg és nyomoz – Virginie Renoir - Lakner Artúr: Édes mostoha – Erzsike - Jean Poiret: Őrült nők ketrece – Muriel - Valla Attila – Szikora Róbert – Szomor György – Vinnay Péter: Katonadolog – Riporternő - Aiszkhülosz: Oreszteia – Athena - Claude Magnier: Oscar – Colette |

## Filmjei

### Játékfilmek
- A szeleburdi család (1981)
- Dögkeselyű (1982)
- Gyertek el a névnapomra (1983)
- Viadukt (1983)
- Képvadászok (1986)
- Macskafogó (1986) – Cathy hangja

### Tévéfilmek
- Fizetés nélküli szabadság (1982)
- Legyél te is Bonca! (1984)
- Kicsi a bors… (1984–1985)
- Linda (1986)
- Szomszédok (1987–1999)
- Utazás az öreg autóval (1987)
- Boszorkánypalánta (1988)
- Álombolt (1988)
- A mi kis falunk (2019)
- Hazatalálsz (2023)

### Televíziós és rádiós műsorok
- Reggeli (2001–2005)
- Danubius Csili (2006–2007)
- Krém (2006–2008)
- Heti Hetes (2012–2016)
- A nő háromszor[8] (2015–2016)
- Sztárban sztár (2016)[9]
- Drágám, add az életed! (2016–2017) [10]
- Extrém Activity (2016–2017)[11]
- Sztárban sztár +1 kicsi (2016)[12]
- A nagy duett (2017)
- NőComment! (2018–2021)
- Ide Süss!- gasztroshow (2018, 2022)
- Nicsak, ki vagyok? – a rejtélyek színpada (2020)
- Ébredj velünk (2021–2022)
- Activity Ábel Anitával (2021–2022)

### Sorozatbeli szinkronszerepek
(sorozat – szereplő – színész)
- Acapulco szépe: Odette – Arleth Terán
- A homok titkai: Carola Sampaio – Alexandra Marzo
- Madison: Tia Winslow – Stacy Grant
- Beverly Hills 90210: Brenda Walsh – Shannen Doherty
- Viszonyok: Rhonda Roth – Lisa Edelstein
- Bűbájos boszorkák: Prudence „Prue” Halliwell – Shannen Doherty (2. hang, 3. évad)
- Stingers: Angie Piper – Kate Kendall
- Marina: Blanca – Verónica Terán
- Otthonunk: Sally Fletcher – Kate Ritchie
- Védelmi jog: Sofia – Monica Comegna
- Columbo: Titkos ügyek: Suzie Endicott – Kristin Bauer
- Rex Rómában: A harmadik ember: Laura Lorenzi – Veronica Gentili (2012)
- Szerelmes Anna: Anna Polauke – Jeanette Biedermann
- South Park: Carol McCormick – April Steward